# Darío Aimar
Darío Javier Aimar Álvarez, noto semplicemente come Darío Aimar (Quinindé, 5 gennaio 1995), è un calciatore ecuadoriano, difensore del LDU Quito.

## Carriera

### Club
Ha giocato nella prima divisione ecuadoriana ed in quella boliviana.

### Nazionale
Tra il 2017 ed il 2019 ha giocato complessivamente 7 partite con la maglia della nazionale ecuadoriana.

## Palmarès

### Club

#### Competizioni nazionali
- Campionato ecuadoriano: 2

Barcelona SC: 2016, 2020
- Supercoppa ecuadoriana: 1

LDU Quito: 2025